# Fulham Football Club
O Fulham Football Club é um clube de futebol inglês, baseado em Fulham, na Grande Londres, fundado em 1879. Atualmente disputa a Premier League.
Manda os seus jogos no Estádio Craven Cottage, no bairro que homenageia com o seu nome, com capacidade para 25.700 espectadores e médias de público acima de 16.438 desde a temporada 2008–09, sendo esta a sua casa desde 1896. Seu estádio é um dos mais belos da Inglaterra, ficando localizado próximo ao Rio Tâmisa. O Centro de Treinamento está localizado próximo ao Motsput Park, onde está localizado o alojamento dos jogadores e um pequeno estádio onde os juniores jogam. O time feminino do Fulham também jogava lá, até ser dissolvido em 2006.
Na metade dos anos 90 o Fulham chegou a passar pela quarta divisão, mas se recuperou incrivelmente no início dos anos 2000, numa escalada que o levou de volta à primeira divisão, tendo-a disputado em 26 ocasiões até a temporada 2018–19, sendo a sétima colocação na temporada 2008–09, a sua melhor posição na história, até o presente. Seu proprietário é o milionário paquistanês Shahid Khan.
O Fulham é o clube profissional mais antigo de Londres.
Seu maior destaque foi a conquista do vice-campeonato da Liga Europa em 2010.

## História
1879–1898: Era amadora

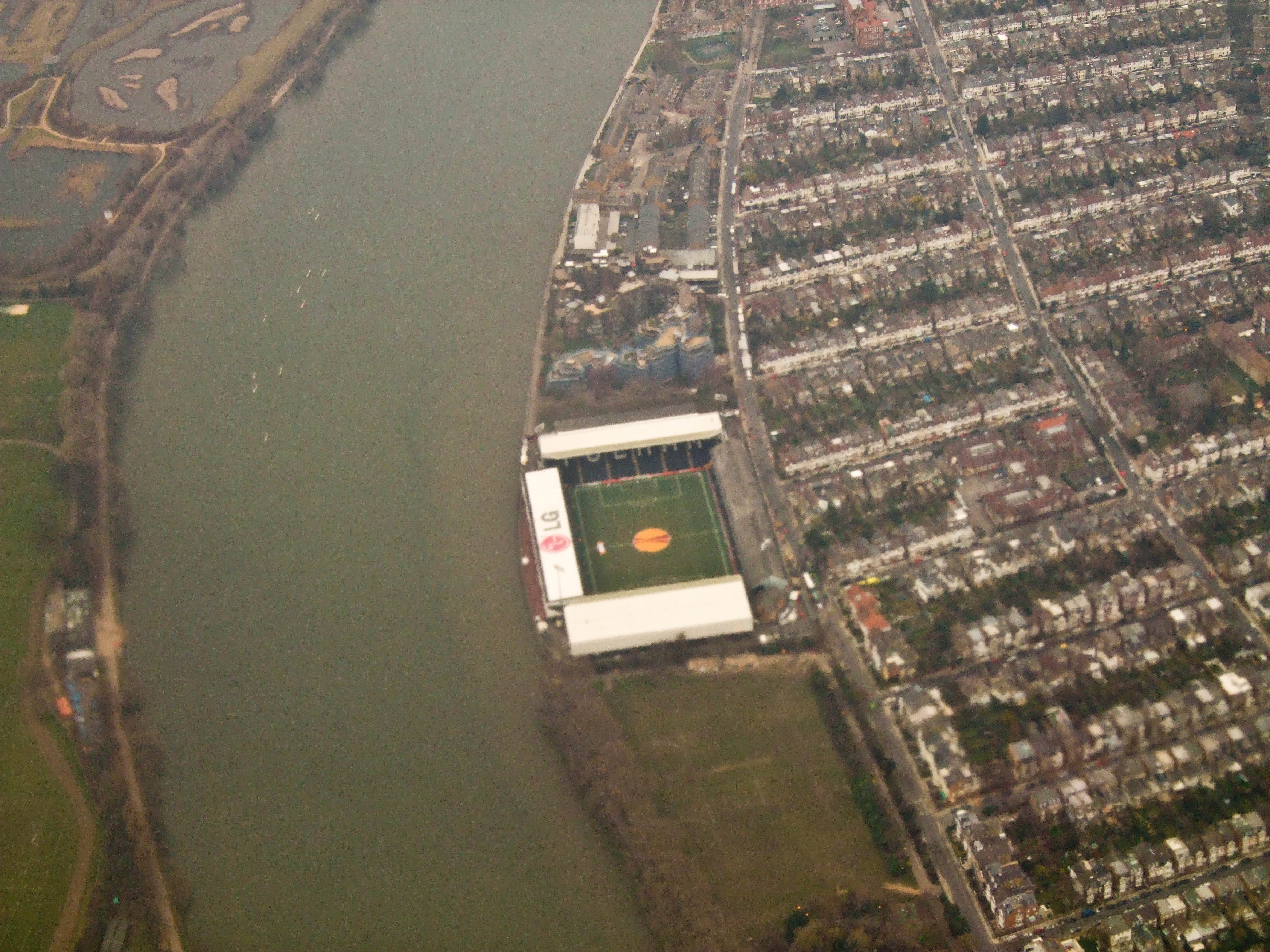
Craven Cottage, ladeado pelo Rio Tâmisa.

O time nasceu em 1879 como "Fulham St Andrew's Church Sunday School", fundados por membros da igreja "Church of England on Star Road" em West Kensington, onde ainda existe no local uma placa sobre a fundação do clube.
O Fulham conquistou a West London Amateur Cup em 1887 e, quando encurtou seu nome para a forma atual em 1888, venceu a West London League em 1893, na sua primeira tentativa.
Seus primeiros uniformes foram camisas metade vermelhas, metade brancas, e shorts brancos.
1898–1907: Liga do Sudeste
O clube ganhou status profissional em 12 de dezembro de 1898, no mesmo ano em que foram aceitos na Southern League's 2nd division. Eles adotaram um uniforme muito parecido com o do Arsenal. Em 1902–03 eles conseguiram subir para a Southern League's 1st division. A primeira vez que o clube usou o uniforme todo branco foi em 1903.
Décadas de 1960 e 1970
O Fulham ficou muito tempo na velha "Primeira Divisão" nos anos 60 mas não ganhou nenhum título. Em 1975, mesmo com o time na segunda divisão, chegou na final da Copa da Inglaterra, vindo a perder por 2 a 0 para o West Ham United.
Século XXI

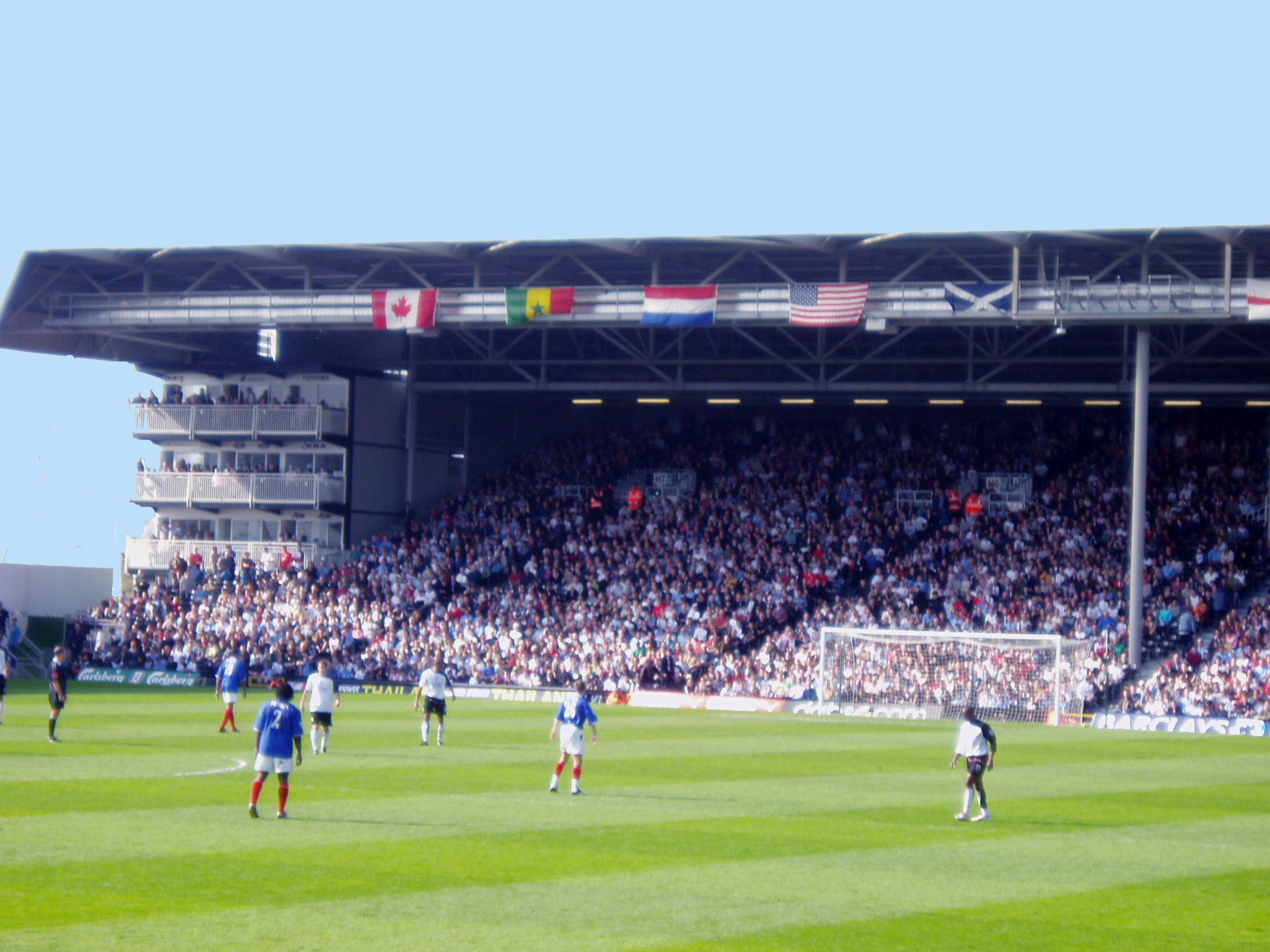
Fulham (de branco) contra o (de azul) em frente aos torcedores do Fulham na Tribuna Hammersmith End.

Se classificou para a Copa da UEFA em 2002 e também venceu a Copa Intertoto, ao derrotar o Bologna por 5 a 3 (resultado agregado). Na Copa da UEFA o clube passou por duas fases até ser eliminado pelo Hertha Berlin.
O Fulham fez uma boa temporada em 2009–10, no Campeonato Inglês terminando em 12º, e conseguindo a façanha de ser o primeiro finalista inglês da Liga Europa (novo formato da Copa da UEFA).
Na fase de grupos da UEFA Europa League terminou em segundo lugar, onze pontos atrás da Roma. No mata-mata eliminou times de tradição como Shakhtar Donetsk, vencendo o primeiro jogo por 2 a 1 e empatando na volta na Ucrânia por 1 a 1, depois a Juventus de Turim, perdendo o primeiro jogo no estádio Olímpico de Turim por 3 a 1 e vencendo na volta por 4 a 1, e em seguida eliminou dois times alemães, o Wolfsburg, com duas vitórias por 2 a 1 no jogo de ida e 1 a 0 na Alemanha no jogo de volta.
Nas semifinais enfrentou o Hamburgo, empate por 0 a 0 em Hamburgo, e vitória por 2 a 1 no estádio Craven Cottage, em um jogo dramático, que garantiu classificação para a grande final.
Na decisão o Fulham acabou por perder o título para o Atlético de Madrid na Arena de Hamburgo (mesmo estádio que enfrentara o Hamburgo), em um grande jogo. Diego Forlán, do Atlético, abriu o placar aos 32 minutos do primeiro tempo, cinco minutos depois o Fulham chegou ao empate com Davies, mas Forlán, que mais tarde se consagraria como o melhor jogador da Copa do Mundo de 2010, em noite inspirada, aos 11 minutos do segundo tempo da prorrogação, fez 2 a 1 e decretou o título em favor do clube espanhol.

## Rivalidades e torcedores
Os torcedores do Fulham consideram que o seu principal rival é o Chelsea. Apesar de este jogo não ter sido disputado com muita frequência nos anos que antecederam a subida do Fulham à primeira divisão, trata-se de um claro derby local, uma vez que o estádio do Chelsea, Stamford Bridge, se situa em Fulham e a apenas 1,8 milhas de Craven Cottage.
O Fulham considera que os seus rivais secundários são o Queens Park Rangers. O Fulham venceu o QPR duas vezes na temporada 2011–12 da Premier League. Venceu por 6-0 em Craven Cottage e também por 1-0 fora de casa, em Loftus Road. Desde então, os dois clubes se enfrentaram várias vezes na EFL Championship.
A terceira rivalidade mais próxima do Fulham é com o Brentford, que derrotou por 2-1 a 4 de agosto de 2020 na final do play-off do Championship. O Fulham também tem rivalidades com vários outros clubes londrinos, em menor grau, como o Crystal Palace.
Fora de Londres, o Gillingham continua a ser considerado um rival para alguns torcedores do Fulham, apesar de os dois clubes não jogarem na mesma divisão desde a temporada 2000-01. O Fulham e o Gillingham estiveram envolvidos em vários jogos com acontecimentos negativos nas divisões inferiores, incluindo a morte de um torcedor do Fulham.
A base de torcedores do Fulham tem oscilado ao longo dos anos, com grandes multidões a coincidirem com o sucesso do clube na Premier League. Quando o clube se mudou temporariamente para Loftus Road, foi formado um comité conhecido como Back to the Cottage, empenhado em garantir que o clube continuasse a jogar na sua casa tradicional. Os torcedores do Fulham são tradicionalmente oriundos das zonas de Hammersmith and Fulham, mas também de outras zonas do sudoeste de Londres, como Putney, Richmond, Sutton e Worcester Park.
Em julho de 2012, o site do clube pediu à parte da torcida que utilizava o Facebook e o Twitter para escolherem o seu melhor XI da Premier League do FFC, de 2001 até à atualidade. Os torcedores escolheram o goleiro, os laterais, os zagueiros, os meias laterais, os meias centrais e os atacantes preferidos, numa formação clássica de 4-4-2. Em agosto de 2022, o clube pediu aos torcedores um XI da Premier League atualizado de todos os tempos, no âmbito das comemorações do 30º aniversário da Premier League.

## Estádios
Entre 1879 e 1896, a época em que clube não tinha um estádio próprio, o clube jogou em vários estádios, dos quais apenas alguns foram registados, pelo que esta não deve ser considerada uma lista completa. Apenas os rivais e antigos proprietários do Queens Park Rangers jogaram em mais estádios. É provável que alguns dos primeiros estádios da lista abaixo tenham sido parques e terrenos que, entretanto, foram urbanizados. Mesmo quando o clube adquiriu o Craven Cottage e as áreas circundantes, em 1894, teve de esperar dois anos para poder jogar lá.[carece de fontes?]

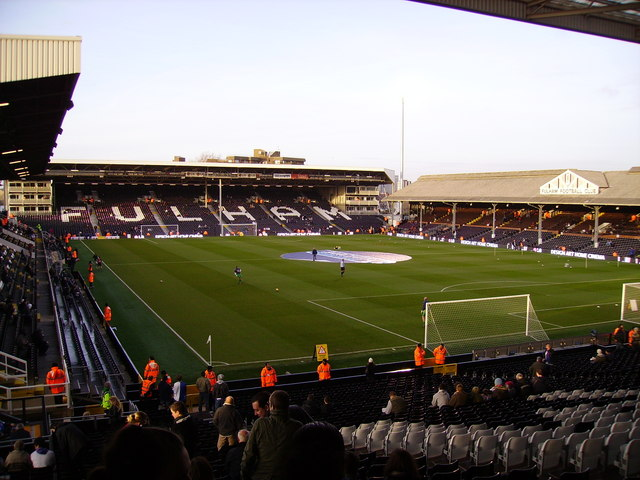
Craven Cottage, para 25.700 torcedores.

1879-1883: "The Mud Pond", Star Road, Fulham
1883-1886: Lillie Road, Fulham
1886-1888: Ranelagh House, Fulham
1888-1889: Barn Elms Playing Fields, Barnes (este era o local do The Ranelagh Club)
1889-1891: Parsons Green, Fulham e Roskell's Fields (junto à estação de metro de Parsons Green)
1891-1895: The Half Moon, Putney
1895-1896: Captain James Field, perto de Halford Road, West Brompton
1896-2002: Craven Cottage, Fulham
2002-2004: Loftus Road, Shepherd's Bush (compartilhou o estádio com o Queens Park Rangers durante a renovação de Craven Cottage)
2004-: Craven Cottage, Fulham

## Públicos

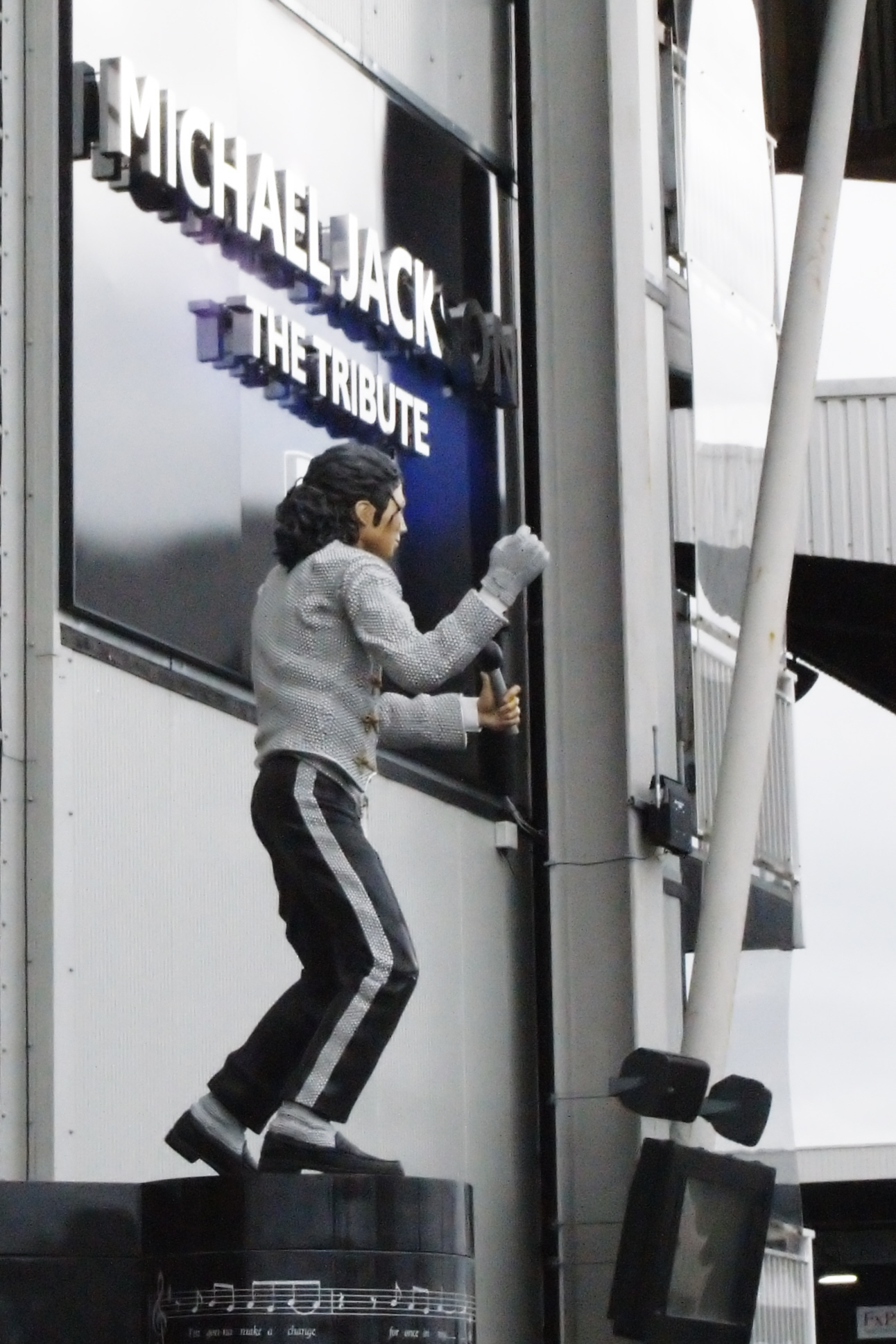
Estátua do Michael Jackson no Craven Cottage

O recorde de média de público do Fulham foi na Temporada 1949-50, quando levou 33.030 torcedores por partida.
- 1997/98: 9.004
- 1998/99: 11.387
- 1999/00: 13.092
- 2000/01: 14.985
- 2001-02: 19.389
- 2002-03: 16.707
- 2003-04: 16.342
- 2004-05: 19.838
- 2005-06: 20.654
- 2006-07: 22.279
- 2007-08: 23.774
- 2008-09: 25.183
- 2009-10: 25.734
- 2010-11: 25.043
- 2011-12: 25.293
- 2012-13: 25.394
- 2013-14: 24.977
- 2014-15: 18.276
- 2015-16: 17.566
- 2016-17: 19.199
- 2017-18: 19.986
- 2018-19: 24.371
- Total de público na história da Liga Inglesa: 31.234.275 (até janeiro de 2013).[13][14][15]
- Média de público total: 15.759 (ranqueado como 31º entre 130 clubes ingleses na História).[13][14]
- Recorde de público: 49.335 versus Millwall, 8 de outubro de 1938 (2ª Divisão).
- Recorde de público após modernizações: 25.700 versus Arsenal F.C., 26 de setembro de 2009, (Premier League, repetido algumas vezes depois).

## Identidade do clube

### Uniforme
O patrocínio do Fulham pela Betfair, em 2002-03, foi o primeiro patrocínio de jogos de azar no futebol inglês, e ocorreu antes de o Gambling Act 2005 permitir que a indústria publicitasse na televisão e na rádio; em quinze anos, metade das equipes da Premier League foram patrocinadas por essas empresas.
Em 27 de julho de 2021, foi anunciado que a World Mobile se tornaria o principal parceiro oficial para os próximos três anos.
Em julho de 2022, foi anunciado que a empresa de apostas W88 patrocinaria a equipa num acordo de kit para a temporada 2022-23. O acordo previa a colocação do logótipo da empresa de apostas na parte da frente do equipamento masculino e feminino. A confirmação do acordo surgiu durante uma diminuição dos patrocinadores de jogos de azar para as equipes da Premier League. Em junho de 2023, foi anunciado que a empresa de apostas SBOBET substituiria a W88 como patrocinador principal da equipa para a época de 2023-24.

### Mascote
O mascote do Fulham é Billy the Badger, que foi o desenho vencedor enviado por Kyle Jackson após um concurso online organizado pelo clube. Billy, o texugo, veste a camisa número 79 do Fulham, em referência ao ano de fundação do clube, 1879. A polêmica começou quando Billy tentou animar o treinador do Chelsea, Avram Grant, durante um jogo em casa, em frente às câmaras de televisão. Em segundo lugar, Billy foi visto na televisão sendo expulso durante o jogo em casa contra o Aston Villa, a 3 de fevereiro de 2008, por ter dançado no canto do campo depois de o árbitro ter dado início ao jogo. Billy culpou a sua audição e visão de texugo pelo incidente e pediu desculpa ao árbitro Chris Foy. Em 11 de março de 2009, Billy atravessou a baliza durante um jogo, embora não tenha sido visto pelo árbitro. O antigo mascote do Fulham era Sir Craven of Cottage, o Cavaleiro. As chefes de torcida eram conhecidas como as Cravenettes.

## Elenco atual
Última atualização: 20 de setembro de 2024.

## Estatísticas e recordes
| \| Pos. \| Nome \| País \| Nasc. \| Período \| Jogos \| Gols \| Assist. \| Min. Jogados \| \| ---- \| -------------- \| ------------- \| ---------------------- \| -------------------- \| ----- \| ---- \| ------- \| ------------ \| \| 1 \| Johnny Haynes \| Inglaterra \| 17 de outubro de 1934 \| 1952–1970 \| 667 \| 176 \| 167 \| 58.291 \| \| 2 \| Eddie Lowe \| Inglaterra \| 11 de julho de 1925 \| 1950–1963 \| 513 \| 21 \| 26 \| 45.990 \| \| 3 \| Les Barrett \| Inglaterra \| 22 de outubro de 1947 \| 1965–1977 \| 509 \| 107 \| 48 \| 43.740 \| \| 4 \| George Cohen \| Inglaterra \| 22 de outubro de 1939 \| 1956–1969 \| 466 \| 16 \| 21 \| 40.971 \| \| 5 \| Gordon Davies \| País de Gales \| 3 de agosto de 1955 \| 1978–1984, 1986–1991 \| 457 \| 187 \| 50 \| 37.567 \| \| 6 \| John Marshall \| Inglaterra \| 18 de agosto de 1964 \| 1983–1988 \| 447 \| 36 \| 45 \| 38.054 \| \| 7 \| Les Strong \| Inglaterra \| 3 de julho de 1953 \| 1972–1983 \| 427 \| 11 \| 15 \| 37.223 \| \| 8 \| Arthur Stevens \| Inglaterra \| 13 de janeiro de 1921 \| 1941–1959 \| 417 \| 137 \| 96 \| 37.135 \| \| 9 \| Alan Mullery \| Inglaterra \| 23 de novembro de 1941 \| 1958–1964, 1972–1976 \| 414 \| 50 \| 7 \| 37.110 \| \| 10 \| Jim Stannard \| Inglaterra \| 6 de outubro de 1962 \| 1980–1984, 1987-1995 \| 407 \| 0 \| 6 \| 36.692 \| |                |               |                        |                      |       |      |         |              |
| Pos. | Nome           | País          | Nasc.                  | Período              | Jogos | Gols | Assist. | Min. Jogados |
| 1 | Johnny Haynes  | Inglaterra    | 17 de outubro de 1934  | 1952–1970            | 667   | 176  | 167     | 58.291       |
| 2 | Eddie Lowe     | Inglaterra    | 11 de julho de 1925    | 1950–1963            | 513   | 21   | 26      | 45.990       |
| 3 | Les Barrett    | Inglaterra    | 22 de outubro de 1947  | 1965–1977            | 509   | 107  | 48      | 43.740       |
| 4 | George Cohen   | Inglaterra    | 22 de outubro de 1939  | 1956–1969            | 466   | 16   | 21      | 40.971       |
| 5 | Gordon Davies  | País de Gales | 3 de agosto de 1955    | 1978–1984, 1986–1991 | 457   | 187  | 50      | 37.567       |
| 6 | John Marshall  | Inglaterra    | 18 de agosto de 1964   | 1983–1988            | 447   | 36   | 45      | 38.054       |
| 7 | Les Strong     | Inglaterra    | 3 de julho de 1953     | 1972–1983            | 427   | 11   | 15      | 37.223       |
| 8 | Arthur Stevens | Inglaterra    | 13 de janeiro de 1921  | 1941–1959            | 417   | 137  | 96      | 37.135       |
| 9 | Alan Mullery   | Inglaterra    | 23 de novembro de 1941 | 1958–1964, 1972–1976 | 414   | 50   | 7       | 37.110       |
| 10 | Jim Stannard   | Inglaterra    | 6 de outubro de 1962   | 1980–1984, 1987-1995 | 407   | 0    | 6       | 36.692       |

### Maiores artilheiros
| Pos. | Nome                | País          | Data de Nasc.           | Período              | Jogos | Gols | Média |
| ---- | ------------------- | ------------- | ----------------------- | -------------------- | ----- | ---- | ----- |
| 1    | Ronald Rooke        | Inglaterra    | 7 de dezembro de 1911   | 1936-1946            | 311   | 291  | 0,91  |
| 2    | Gordon Davies       | País de Gales | 3 de agosto de 1955     | 1978-1984, 1986-1991 | 457   | 187  | 0,40  |
| 3    | Johnny Haynes       | Inglaterra    | 17 de outubro de 1934   | 1952-1970            | 667   | 176  | 0,26  |
| 4    | Bedford Jezzard     | Inglaterra    | 19 de outubro de 1927   | 1948-1956            | 313   | 167  | 0,53  |
| 5    | Graham Leggat       | Escócia       | 23 de junho de 1934     | 1958-1967            | 290   | 146  | 0,50  |
| 6    | Arthur Stevens      | Inglaterra    | 13 de janeiro de 1921   | 1941-1959            | 417   | 137  | 0,33  |
| 7    | Aleksandar Mitrović | Sérvia        | 16 de setembro de 1994  | 2018-2023            | 211   | 126  | 0,60  |
| 8    | Steve Earle         | Inglaterra    | 1 de novembro de 1945   | 1963-1974            | 336   | 117  | 0,35  |
| 9    | Maurice Cook        | Inglaterra    | 10 de dezembro de 1931  | 1958-1965            | 258   | 109  | 0,43  |
| 10   | Les Barrett         | Inglaterra    | 18 de fevereiro de 1933 | 1965-1977            | 509   | 107  | 0,21  |

Estatísticas atualizadas em 7 de julho de 2023.

## Treinadores
Abaixo está a lista de treinadores do Fulham desde 1853.
| Nome              | País             | Data de Nasc.           | Início                  | Fim                     | Período                  | Jogos | V   | E  | D   |
| ----------------- | ---------------- | ----------------------- | ----------------------- | ----------------------- | ------------------------ | ----- | --- | -- | --- |
| Harry Bradshaw    | Inglaterra       | 15 de junho de 1853     | 1 de abril de 1904      | 30 de junho de 1909     | 05 anos 02 meses 29 dias | 0     | -   | -  | -   |
| Phil Kelso        | Escócia          | 26 de junho de 1871     | 1 de julho de 1909      | 30 de junho de 1924     | 14 anos 11 meses 30 dias | 0     | -   | -  | -   |
| Andy Ducat        | Inglaterra       | 16 de fevereiro de 1886 | 1 de julho de 1924      | 15 de abril de 1926     | 01 anos 09 meses 15 dias | 0     | -   | -  | -   |
| Joe Bradshaw      | Inglaterra       | 16 de junho de 1880     | 15 de abril de 1926     | 30 de junho de 1929     | 03 anos 02 meses 15 dias | 0     | -   | -  | -   |
| Ned Liddell       | Inglaterra       | 27 de maio de 1878      | 1 de julho de 1929      | 20 de abril de 1931     | 01 anos 09 meses 20 dias | 4     | 2   | 1  | 1   |
| James McIntyre    | Inglaterra       | 1 de fevereiro de 1882  | 20 de abril de 1931     | 15 de fevereiro de 1934 | 02 anos 09 meses 26 dias | 7     | 2   | 3  | 2   |
| Joe Edelston      | Inglaterra       | 1 de julho de 1891      | 15 de fevereiro de 1934 | 30 de junho de 1934     | 04 meses 15 dias         | -     | -   | -  | -   |
| Jimmy Hogan       | Inglaterra       | 16 de outubro de 1882   | 1 de julho de 1934      | 20 de dezembro de 1934  | 05 meses 19 dias         | -     | -   | -  | -   |
| Joe Edelston      | Inglaterra       | 1 de julho de 1891      | 20 de dezembro de 1934  | 30 de junho de 1935     | 06 meses 10 dias         | -     | -   | -  | 1   |
| Jack Peart        | Inglaterra       | 3 de outubro de 1888    | 1 de julho de 1935      | 3 de setembro de 1948   | 13 anos 02 meses 03 dias | 113   | 46  | 24 | 43  |
| Frank Osborne     | Inglaterra       | 14 de outubro de 1896   | 6 de setembro de 1948   | 30 de junho de 1949     | 09 meses 24 dias         | 38    | 22  | 7  | 9   |
| Bill Dodgin, Sr.  | Inglaterra       | 17 de abril de 1909     | 1 de julho de 1949      | 18 de outubro de 1953   | 04 anos 03 meses 17 dias | 191   | 54  | 53 | 84  |
| Frank Osborne     | Inglaterra       | 14 de outubro de 1896   | 18 de outubro de 1953   | 15 de fevereiro de 1956 | 02 anos 03 meses 28 dias | 106   | 44  | 21 | 41  |
| Dug Livingstone   | Escócia          | 25 de fevereiro de 1898 | 15 de fevereiro de 1956 | 30 de junho de 1958     | 02 anos 04 meses 15 dias | 105   | 50  | 21 | 34  |
| Bedford Jezzard   | Inglaterra       | 19 de outubro de 1927   | 1 de julho de 1958      | 20 de janeiro de 1965   | 06 anos 06 meses 20 dias | 307   | 113 | 72 | 122 |
| Vic Buckingham    | Inglaterra       | 23 de outubro de 1915   | 21 de janeiro de 1965   | 1 de janeiro de 1968    | 02 anos 11 meses 11 dias | 139   | 44  | 31 | 64  |
| Sir Bobby Robson  | Inglaterra       | 18 de fevereiro de 1933 | 27 de janeiro de 1968   | 18 de novembro de 1968  | 09 meses 22 dias         | 40    | 7   | 11 | 22  |
| Johnny Haynes     | Inglaterra       | 17 de outubro de 1934   | 18 de novembro de 1968  | 8 de dezembro de 1968   | 20 dias                  | 4     | 1   | 1  | 2   |
| Bill Dodgin Jr.   | Inglaterra       | 4 de novembro de 1931   | 8 de dezembro de 1968   | 30 de junho de 1972     | 03 anos 06 meses 22 dias | 172   | 67  | 44 | 61  |
| Alec Stock        | Inglaterra       | 30 de março de 1917     | 1 de julho de 1972      | 15 de dezembro de 1976  | 04 anos 05 meses 14 dias | 222   | 74  | 75 | 73  |
| Bobby Campbell    | Inglaterra       | 23 de abril de 1937     | 15 de dezembro de 1976  | 22 de outubro de 1980   | 03 anos 10 meses 07 dias | 178   | 49  | 49 | 80  |
| Ted Drake         | Inglaterra       | 16 de agosto de 1912    | 22 de outubro de 1980   | 6 de novembro de 1980   | 15 dias                  | 3     | 1   | 1  | 1   |
| Malcolm Macdonald | Inglaterra       | 7 de janeiro de 1950    | 6 de novembro de 1980   | 22 de abril de 1984     | 03 anos 05 meses 16 dias | 181   | 74  | 53 | 54  |
| Ray Harford       | Inglaterra       | 1 de junho de 1945      | 22 de abril de 1984     | 30 de junho de 1986     | 02 anos 02 meses 08 dias | 98    | 36  | 17 | 45  |
| Ray Lewington     | Inglaterra       | 7 de setembro de 1956   | 1 de julho de 1986      | 30 de junho de 1990     | 03 anos 11 meses 30 dias | 217   | 74  | 55 | 88  |
| Alan Dicks        | Inglaterra       | 29 de agosto de 1934    | 9 de julho de 1990      | 30 de novembro de 1991  | 01 anos 04 meses 21 dias | 77    | 20  | 23 | 34  |
| Ray Lewington     | Inglaterra       | 7 de setembro de 1956   | 30 de novembro de 1991  | 27 de dezembro de 1991  | 27 dias                  | 2     | 1   | -  | 1   |
| Don Mackay        | Escócia          | 19 de março de 1940     | 27 de dezembro de 1991  | 28 de março de 1994     | 02 anos 03 meses 01 dias | 127   | 46  | 36 | 45  |
| Ray Lewington     | Inglaterra       | 7 de setembro de 1956   | 28 de março de 1994     | 30 de junho de 1994     | 03 meses 02 dias         | 9     | 2   | 3  | 4   |
| Ian Branfoot      | Inglaterra       | 26 de janeiro de 1947   | 1 de julho de 1994      | 19 de fevereiro de 1996 | 01 anos 07 meses 19 dias | 23    | 9   | 7  | 7   |
| Micky Adams       | Inglaterra       | 8 de novembro de 1961   | 1 de março de 1996      | 25 de setembro de 1997  | 01 anos 06 meses 26 dias | 18    | 5   | 4  | 9   |
| Ray Wilkins       | Inglaterra       | 14 de setembro de 1956  | 25 de setembro de 1997  | 7 de maio de 1998       | 07 meses 12 dias         | 44    | 21  | 8  | 15  |
| Kevin Keegan      | Inglaterra       | 14 de fevereiro de 1951 | 7 de maio de 1998       | 30 de junho de 1999     | 01 anos 01 meses 23 dias | 59    | 38  | 11 | 10  |
| Paul Bracewell    | Inglaterra       | 19 de julho de 1962     | 1 de julho de 1999      | 29 de março de 2000     | 08 meses 27 dias         | 50    | 22  | 15 | 13  |
| Karl-Heinz Riedle | Alemanha         | 16 de setembro de 1965  | 1 de abril de 2000      | 30 de junho de 2000     | 02 meses 29 dias         | 7     | 3   | 2  | 2   |
| Jean Tigana       | Mali/França      | 23 de junho de 1955     | 1 de julho de 2000      | 17 de abril de 2003     | 02 anos 09 meses 17 dias | 153   | 70  | 41 | 42  |
| Chris Coleman     | País de Gales    | 10 de junho de 1970     | 18 de abril de 2003     | 10 de abril de 2007     | 03 anos 11 meses 23 dias | 176   | 61  | 44 | 71  |
| Lawrie Sanchez    | Irlanda do Norte | 22 de outubro de 1959   | 11 de abril de 2007     | 21 de dezembro de 2007  | 08 meses 10 dias         | 24    | 4   | 8  | 12  |
| Billy McKinlay    | Escócia          | 22 de abril de 1969     | 21 de dezembro de 2007  | 28 de dezembro de 2007  | 07 dias                  | 2     | -   | 1  | 1   |
| Roy Hodgson       | Inglaterra       | 9 de agosto de 1947     | 28 de dezembro de 2007  | 30 de junho de 2010     | 02 anos 06 meses 02 dias | 129   | 50  | 32 | 47  |
| Ray Lewington     | Inglaterra       | 7 de setembro de 1956   | 1 de julho de 2010      | 29 de julho de 2010     | 28 dias                  | 0     | -   | -  | -   |
| Mark Hughes       | País de Gales    | 1 de novembro de 1963   | 29 de julho de 2010     | 2 de junho de 2011      | 10 meses 04 dias         | 43    | 14  | 16 | 13  |
| Martin Jol        | Holanda          | 16 de janeiro de 1956   | 7 de junho de 2011      | 1 de dezembro de 2013   | 02 anos 05 meses 24 dias | 113   | 39  | 26 | 48  |
| René Meulensteen  | Holanda          | 25 de março de 1964     | 1 de dezembro de 2013   | 14 de fevereiro de 2014 | 02 meses 14 dias         | 17    | 4   | 3  | 10  |
| Felix Magath      | Alemanha         | 26 de julho de 1953     | 14 de fevereiro de 2014 | 18 de setembro de 2014  | 07 meses 04 dias         | 20    | 4   | 4  | 12  |
| Kit Symons        | País de Gales    | 8 de março de 1971      | 18 de setembro de 2014  | 8 de novembro de 2015   | 01 anos 01 meses 21 dias | 64    | 23  | 16 | 25  |
| Peter Grant       | Escócia          | 30 de agosto de 1965    | 8 de novembro de 2015   | 8 de dezembro de 2015   | 01 mês                   | 3     | -   | 2  | 1   |
| Stuart Gray       | Inglaterra       | 19 de abril de 1960     | 8 de dezembro de 2015   | 27 de dezembro de 2015  | 19 dias                  | 4     | -   | 2  | 2   |
| Slavisa Jokanovic | Sérvia           | 16 de agosto de 1968    | 27 de dezembro de 2015  | 14 de novembro de 2018  | 02 anos 10 meses 18 dias | 144   | 63  | 36 | 45  |
| Claudio Ranieri   | Itália           | 20 de outubro de 1951   | 14 de novembro de 2018  | 28 de fevereiro de 2019 | 03 meses 14 dias         | 17    | 3   | 3  | 11  |
| Scott Parker      | Inglaterra       | 13 de outubro de 1980   | 28 de fevereiro de 2019 | 30 de junho de 2021     | 02 anos 04 meses 02 dias | 105   | 37  | 25 | 43  |
| Marco Silva       | Portugal         | 12 de julho de 1977     | 1 de julho de 2021      | -                       | 02 anos 07 dias          | 94    | 47  | 17 | 30  |

Última atualização em 7 de julho de 2023.

## Títulos
| CONTINENTAIS | CONTINENTAIS                   | CONTINENTAIS | CONTINENTAIS               |
|              | Competição                     | Títulos      | Temporadas                 |
|              | Copa Intertoto da UEFA         | 1            | 2002                       |
| NACIONAIS    | NACIONAIS                      | NACIONAIS    | NACIONAIS                  |
|              | Competição                     | Títulos      | Temporadas                 |
|              | Campeonato Inglês - 2ª Divisão | 3            | 1948-49, 2000-01 e 2021-22 |
|              | Campeonato Inglês - 3ª Divisão | 2            | 1931-32 e 1998-99          |
| ------------ | ------------------------------ | ------------ | -------------------------- |

## Campanhas de destaque
Copa da Inglaterra
 Vice campeão: 1974–75
 UEFA Europa League
 Vice campeão: 2009–10

## Administração

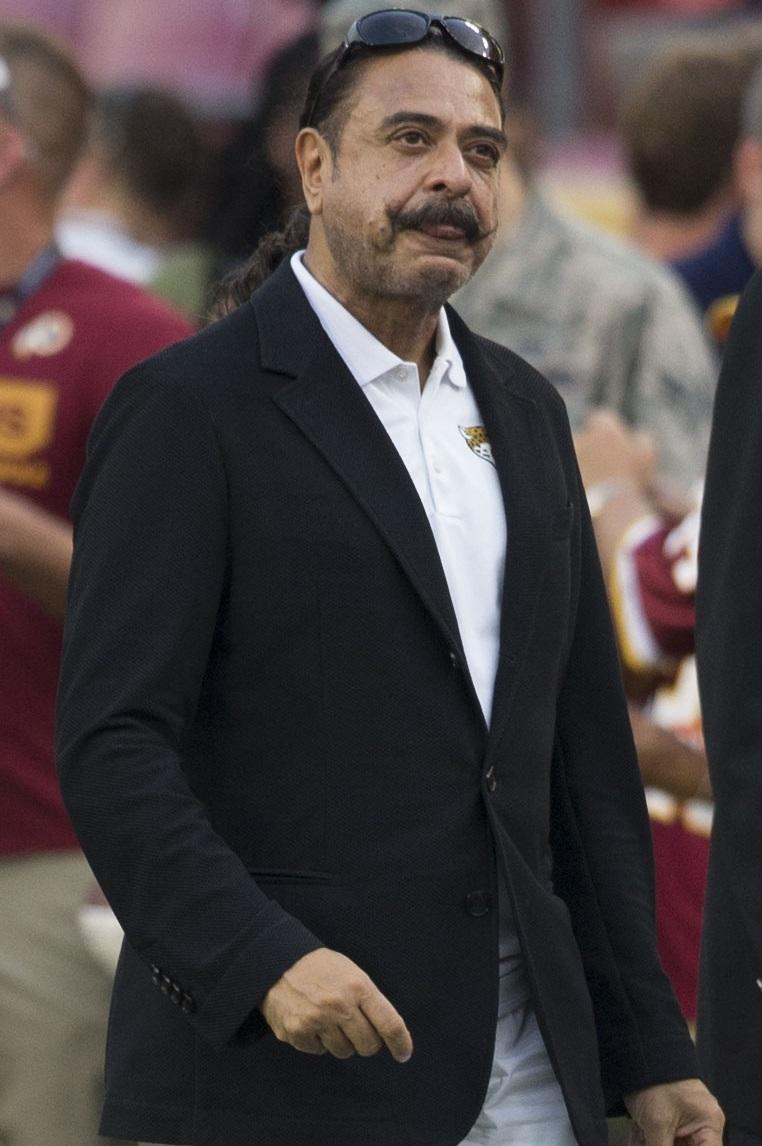
Shahid Khan, atual presidente e proprietário do clube

O Fulham Football Club é propriedade de Shahid Khan. Khan comprou o clube a Mohamed Al-Fayed em 12 de julho de 2013, por um valor que terá rondado os £150-200 milhões.
Durante o período em que foi proprietário do Fulham, Al-Fayed concedeu ao clube £187 milhões em empréstimos sem juros. Em março de 2011, o Fulham registou perdas anuais de £16,9 milhões, com Al-Fayed a declarar que iria "continuar a disponibilizar fundos para atingir os nossos objetivos dentro e fora do campo" e que "o sucesso contínuo do Fulham e a sua eventual auto-sustentabilidade financeira são a minha prioridade." A partir de janeiro de 2013, o Fulham ficou efetivamente livre de dívidas, uma vez que Al-Fayed converteu os empréstimos em ações do clube.